# 八八式七糎野戦高射砲
八八式七糎野戦高射砲（はちはちしきななせんちやせんこうしゃほう）は、1920年代中後期に開発・採用された大日本帝国陸軍の野戦高射砲。俗称は八八式七糎半野戦高射砲（はちはちしきななせんちはんやせんこうしゃほう）。
第二次世界大戦においては九九式八糎高射砲とともに帝国陸軍の主力高射砲として使用された。

## 開発

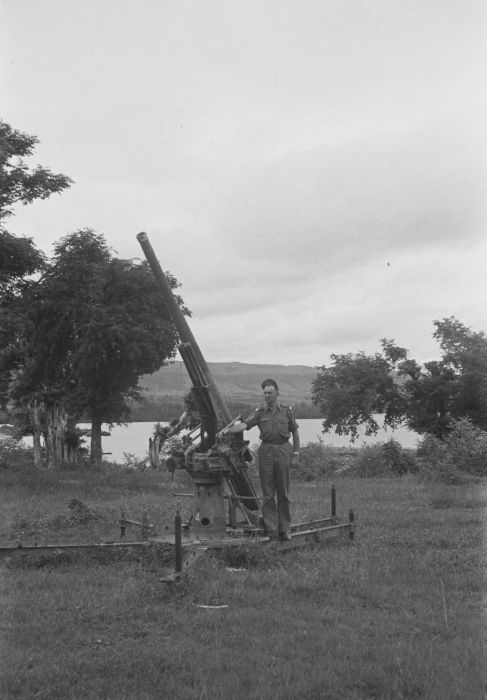
ワインガプ島で鹵獲された八八式七糎野戦高射砲、隣に立つのはオランダ兵

性能不十分な十一年式七糎半野戦高射砲の後継として、1925年（大正14年）8月18日付の「甲第218号」により研究方針追加を上申、同時に試製砲が大阪砲兵工廠に発注された。翌1926年（大正15年）2月15日付の「陸普第644号」をもって正式に開発が認可され、同年4月には試製砲が完成した。1927年（昭和2年）には陸軍野戦砲兵学校に委託して実用試験に入り、1928年（昭和3年）に仮制式制定を経て八八式七糎野戦高射砲として八八式高射照準具とともに制式制定された。十一年式の更新が焦眉の急であったため、開発スケジュールは他の兵器と比べてもかなり急がれている。
なお、同口径（75mm）である先代の十一年式七糎半野戦高射砲と、後続の四式七糎半高射砲がそれぞれ制式名称に「半（七糎半）」を含むのに対して、本砲の制式名称はあくまで八八式七糎野戦高射砲であり、「半（七糎）」の文字はない。
　基本構造は十一年式七糎半野戦高射砲をほぼ踏襲しているが、初速を初め性能は大幅向上し、世界的にも見ても当時標準的な性能の75mm級高射砲となっている。ただ、機動力重視の帝国陸軍火砲には通例のことでもあるが、運行重量を減らすため大幅軽量化されたため全体に作りが華奢で、耐久性には劣っていた。これは本砲が陣地高射砲ではなく、特に機動力が求められる野戦高射砲であることも一因である。そのため本砲は極めて軽量であり、迅速な移動と放列展開が可能といった運用面で優れる。牽引は九六式高射砲牽引車・九四式六輪自動貨車などの牽引車・4t自動貨車によって行い、牽引速度は常用12～14km/h、最大18km/hである。半面、軽量であることから、仰角の低い対地目標射撃は砲口制退器と防楯（砲口制退器から後方に噴き出す燃焼ガスを避けるもの）を取り付けなければ転倒の危険があるため、通常は禁止されていた。
1934年（昭和9年）2月には、野戦移動用機材を廃し、ベトン砲床に据付され陣地高射砲として運用する八八式七糎野戦高射砲マル特（マル特の制式表記は◯の内に特）が制定された。このマル特は、砲床が固定式で安定しているため水平方向の反動が強い平射や俯角射撃(-7°まで)も可能であり、平射照準具を装備していた。
また固定砲床から外して匡礎、脚上に搭載すれば野戦用としても使用できた。

## 実戦

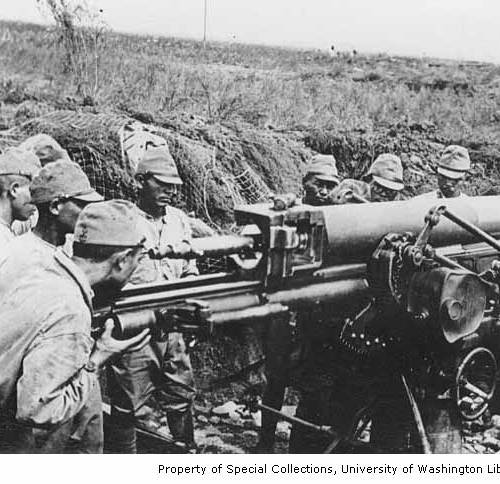
アッツ島における八八式七糎野戦高射砲と、操砲する同島守備隊の高射砲兵

1930年代以降の陸軍飛行場や戦術要地の多くには本砲が配備されており、こうした定点防空では事前に標定を済ませているため待伏せ集中射撃が可能だったこと、また敵機侵入高度もあまり高くなかったこともあり、一定の戦果を挙げている。しかし、このような前線での野戦防空等では短時間の射撃のためあまり問題にならなかったようだが、耐久性が低いため都市防空など戦略上要地において連続射撃を必要とする戦闘では、駐退機の破損が多かった。また、太平洋戦争後期では、高々度を飛来する一部のB-29などには有効射高そのものの低さ、および曳火式時限信管の誤差から苦戦を強いられた。

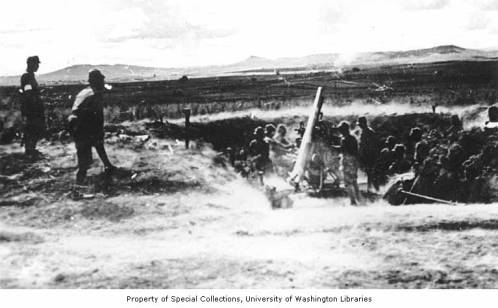
同右上、発砲にともなって砲身が後坐し、周囲に土埃が立っている

1939年（昭和14年）11月には高性能な電気式の九七式高射算定具が制式制定され、射撃精度が向上するとともに人員と器材の節約に繋がっている。太平洋戦争（大東亜戦争）中後半には二式高射算定具や、防空用電波警戒機（捜索レーダー）・電波標定機（射撃レーダー）・防空指揮通信機・特種指揮電話機などが開発・実用化・配備されると射撃精度は飛躍的に向上した。本土防空戦などにおいては防空システムの向上および、本砲のみならず九九式八糎高射砲・三式十二糎高射砲といった高性能高射砲が大量投入されていたこともあり、連合軍戦闘機や爆撃機に対し威力を発揮した。日本本土での防空高射部隊は、B-29に対し防空飛行部隊（防空戦闘機）を凌ぐ戦果を挙げている。
高初速の高射砲のため装甲貫徹力は高く、破甲榴弾も一応配備されていたためノモンハン事件や硫黄島の戦い、沖縄戦では対戦車砲としても転用され、日本軍が対応に苦慮していたアメリカ軍のM4中戦車に対しても戦果を挙げた（対戦車戦闘に限らず、アッツ島の戦いなど各戦線では平射を行い野砲（加農）の代用としても使用されている）。
一部は九四式装甲列車の主砲として搭載され、満州や中国大陸で実戦使用された。

## 貫徹能力
装甲貫徹能力の数値は射撃対象の装甲板や実施年代など試験条件により異なる。
1945年8月のアメリカ旧陸軍省情報資料によれば、鹵獲した八八式七糎野戦高射砲の装甲貫徹能力の数値は徹甲弾（原文にはAPとのみ記載され弾種名は不明）を使用した場合、射距離1,500yd（約1371.6m）で2.75in（約70mm）、1,000yd（約914.4m）で3.15in（約80mm）、500yd（約457.2m）で3.6in（約91mm）、100yd（約91.4m）で3.75in（約95mm）、と記載されている。
陸上自衛隊幹部学校戦史教官室の所蔵資料である、近衛第3師団の調整資料『現有対戦車兵器資材効力概見表』によると、八八七高（八八式七糎野戦高射砲）の徹甲弾は、射距離500m/貫通鋼板厚100mmとなっている（射撃対象の防弾鋼板の種類や徹甲弾の弾種は記載されず不明）。
1941年（昭和16年）9月付けの日本陸軍の資料によれば、弾丸鋼第一種丙製徹甲弾を使用し、厚さ35㎜の第一種防弾鋼板に厚さ75㎜の第一種防弾鋼板を重ねた標的に対し射撃を行ったところ、命中時の着速が703ｍ/sの時、一枚目の75㎜防弾鋼板は貫通できたが、二枚目の35㎜防弾鋼板は貫通できなかった。

## 船舶搭載用
陣地用マル特型は、三八式野砲などとともに、陸軍が徴用した輸送船や神州丸、あきつ丸などの陸軍特殊船に自衛用としても搭載された。これらの船舶搭載用マル特は平射、俯角射撃が可能な特性を生かして水上目標への攻撃の他、三式水中弾を用いた水中目標（浅深度航行中の潜水艦）への攻撃も考慮されていたが、実戦での使用例･戦果については明らかではない。

## 航空機搭載用

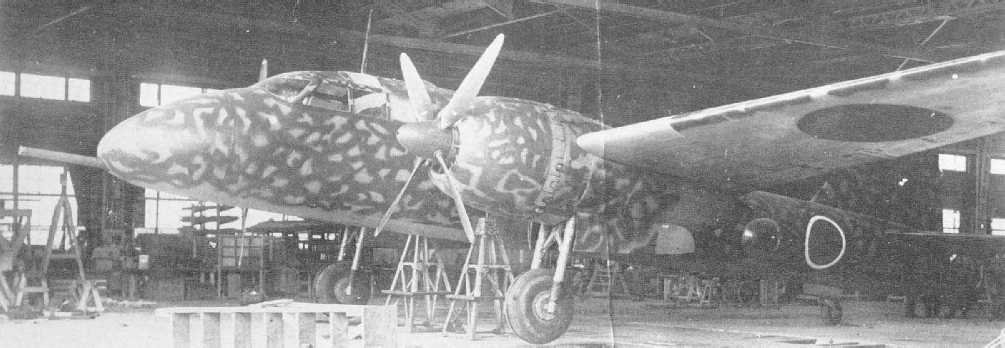
キ109。先端が75mm砲の砲身

太平洋戦争後期には、四式重爆撃機「飛龍」をベースとする特殊防空戦闘機キ109の備砲（ホ501が間に合わなかったためともされる）としても転用された。日本軍においてはサイズ・重量・威力ともに最大級の航空機搭載砲だったが、機体重量が過大で速度･上昇力が低下し、実戦での戦果は上げられなかった。

## 現存砲
現存砲としては靖国神社遊就館や、中国人民革命軍事博物館などに比較的良好な状態で収蔵・展示されているほか、ベラウ国立博物館にて屋外展示、フィリピンのオロンガポにある鴨緑丸で死亡した捕虜の慰霊碑に用いられている。

## 使用弾
- 九〇式尖鋭弾 - 八九式瞬発信管「野山加」を使用する遠距離射撃用榴弾。砲弾重量6.52kg。弾薬筒重量8.57kg。
- 九〇式榴弾 - 八八式瞬発信管もしくは八八式遅発信管を使用する榴弾。砲弾重量6.35kg。弾薬筒重量8.72kg。
- 九四式榴弾 - 八八式瞬発信管もしくは八八式遅発信管を使用する榴弾。砲弾重量6.02kg。弾薬筒重量7.74kg。九〇式榴弾に比べ威力は劣るものの製造コスト、射程、射撃精度が向上した。
- 九五式破甲榴弾 - 対戦車用の徹甲榴弾(AP-HE)。砲弾重量6.2kg。貫徹力は65mm/1000m。
- 一式徹甲弾 - 九五式破甲榴弾より新型の対戦車用の徹甲榴弾(AP-HE)。
- 四式徹甲弾 - 一式徹甲弾より新型の対戦車用の徹甲弾(AP)。
- 九〇式高射尖鋭弾 - 八九式尖鋭高射信管を使用する高射専用弾。弾薬筒重量8.96kg
- 九〇式照明弾 - 五年式複動信管「修」、「加」を使用する照明弾。弾薬筒重量7.11kg。

## 登場作品

### ゲーム
『R.U.S.E.』
日本の対空・対戦車砲として登場。
『War Thunder』
日本の空軍ツリーのキ109に搭載されている。